# 1988年カルガリーオリンピックのジャマイカ選手団
1988年カルガリーオリンピックのジャマイカ選手団（1988ねんカルガリーオリンピックのジャマイカせんしゅだん）は、1988年2月13日から2月28日までカナダのカルガリーで開催された1988年カルガリーオリンピックのジャマイカ選手団、およびその競技結果。

## 概要
冬季オリンピック初参加となった今大会には、ボブスレーにダドリー・ストークス（Dudley Stokes）、クリス・ストークス（Chris Stokes）、デヴォン・ハリス（Devon Harris）、マイケル・ホワイト（Michael White）の4名が参加し、ダドリー・ストークスとマイケル・ホワイトの2人が男子二人乗りで30位、4人で参加した男子四人乗りでは記録なしに終わった。
ジャマイカチームの挑戦は、後に『クール・ランニング』として映画化された。

## メダル
なし